# Clarence J. Leuba
Clarence James Leuba (1899 – 1985) è stato uno psicologo statunitense, figlio di James Henry Leuba, anch'egli psicologo.

## Carriera
Leuba ha seguito le orme del padre, dedicandosi alla scienza e, in particolare, alla psicologia.
Ha insegnato al dipartimento di psicologia dell'Antioch College di Yellow Springs, nell'Ohio, dal 1930 al 1962.
Era considerato un pioniere nel counseling degli studenti e nei nuovi metodi di insegnamento. Provando insoddisfazione, però, per uno stile di lezioni a suo avviso inadeguato, creò piccoli gruppi di discussione guidati dagli studenti stessi, che potevano essere monitorati direttamente dal professore, il quale rimaneva a disposizione in loco per offrire aiuto o consulenza, senza essere invadente.
È stato un prolifico scrittore, autore di numerosi articoli e libri, oltre a contributore di capitoli in libri altrui. È stato attivo anche in numerose organizzazioni professionali di psicologia. Per quanto riguarda l'opera di Leuba, il suo principale contributo alla materia fu quello di porre una marcata enfasi sull'integrazione di molti aspetti del campo e che si stavano sviluppando anche all'interno della sua vita. Troppo spesso, secondo il suo punto di vista, questi non erano in collegamento con gli altri.
Leuba viene ricordato anche per un curioso, quanto bizzarro, studio riguardo al solletico: infatti sostenne fortemente la tesi che fosse possibile evitare di ridere a comando, nonostante il fatto di essere stimolati, appunto, con il solletico. Leuba era convinto che la risposta al solletico fosse appresa e non congenita e condusse esperimenti al riguardo sui figli e sulla moglie durante gli anni trenta del Novecento, ma con scarso successo. La conclusione fu che la risata è una risposta istintiva al solletico.